# McLean (Virginie)
Pour les articles homonymes, voir McLean.
McLean est une communauté non incorporée située dans le comté de Fairfax dans le nord de la Virginie. Reconnue par le Bureau du recensement des États-Unis comme une census-designated place, la communauté a une population totale de 38 929 habitants d'après un recensement datant de 2000.
La majorité de la population de McLean se trouve dans la région entre le George Washington Parkway et la ville de Vienna, qui est connue pour ses maisons, ses centres commerciaux, dont le proche Tysons Corner Center et la Tysons Galleria. Le George Washington Memorial Parkway, la Capital Beltway, Interstate 66, State Route 267 (Dulles Airport Access Road), State Route 123 (Dolley Madison Boulevard), State Route 193 (Georgetown Pike), Old Dominion Drive, et Chain Bridge Road; toutes traversent McLean.
La ville abrite le siège social et les bureaux du groupe agroalimentaire américain Mars Incorporated.
McLean est le lieu de résidence de beaucoup de diplomates, de membres du Congrès d'officiels du gouvernement fédéral, d'entrepreneurs partiellement attribuables à la proximité de Washington, D.C. et de la Central Intelligence Agency. C'est aussi le lieu où se trouve Hickory Hill, l'ancienne maison de Ethel Kennedy, la veuve de Robert Francis Kennedy.

## Histoire
La communauté a été nommée d'après John Roll McLean, l'ancien propriétaire du The Washington Post, qui, avec Stephen Benton Elkins, a construit en 1906 la ligne électrifiée de Great Falls and Old Dominion Railway (plus tard la Washington and Old Dominion Railway), qui relia la zone à Washington, D.C. McLean donna son nom à la station. La communauté elle-même fut fondée en 1910, quand les communautés de Lewinsville et Langley fusionnèrent.

## Géographie
D'après le Bureau du recensement des États-Unis, McLean a une surface de 47,9 km2. Aucune partie de cette surface n'est de l'eau.
McLean est voisin à l'ouest du comté d'Arlington, et est bordé par la Potomac River au nord.

## Démographie
| Groupe            | McLean | Virginie | États-Unis |
| ----------------- | ------ | -------- | ---------- |
| Blancs            | 79,3   | 68,6     | 72,4       |
| Asiatiques        | 14,9   | 5,5      | 4,8        |
| Métis             | 3,0    | 2,9      | 2,9        |
| Afro-Américains   | 1,8    | 19,4     | 12,6       |
| Autres            | 0,8    | 3,3      | 6,4        |
| Amérindiens       | 0,1    | 0,4      | 0,9        |
| Total             | 100    | 100      | 100        |
|                   |        |          |            |
| Latino-Américains | 4,9    | 7,9      | 16,7       |

Selon l'American Community Survey, pour la période 2011-2015, 72,45 % de la population âgée de plus de 5 ans déclare parler l'anglais à la maison, 4,96 % déclare parler l'espagnol, 4,61 % une langue chinoise, 3,44 % le coréen, 1,98 % l'arabe, 1,89 % le français, 1,80 % le perse, 0,97 % l'hindi, 0,74 % l'allemand, 0,66 % le russe, 0,56 % le portugais, 0,56 % le japonais et 5,38 % une autre langue.

## Éducation
Les résidents de McLean sont dans la zone d'éducation de la Fairfax County Public Schools.
Il y a deux collèges publics; Langley High School et McLean High School.
Plusieurs écoles privées, de la maternelle jusqu'aux 12e grade, se trouve dans McLean, dont la The Madeira School, The Potomac School, Langley School, Oakcrest School, Saint Luke School, et la Country Day School.

## Résidents notables
- Pat Buchanan
- Frank Carlucci, ancien secrétaire à la Défense des États-Unis
- John Dingell, membre de la Chambre des représentants des États-Unis
- Sénateur Byron Dorgan
- Francis Fukuyama, philosophe, homme politique et écrivain
- Newt Gingrich
- Sénateur Edward Moore Kennedy
- Sénateur Patrick Leahy
- Lewis Libby, homme de loi et ancien chef de l'équipe du vice-président Dick Cheney (2001–2005)
- Général Colin Powell, ancien conseiller à la Sécurité nationale sous Ronald Reagan
- Cour suprême des États-Unis Antonin Scalia
- Cour suprême des États-Unis Clarence Thomas
- le Directeur de la CIA, l'Amiral Stansfield Turner

Anciens résidents
- le vice-président Dick Cheney
- Noor de Jordanie
- Prince Turki bin Faisal Al Saud, ambassadeur de l'Arabie saoudite aux États-Unis.
- Hugh Everett III
- Mark Oliver Everett